# Líšina
Líšina település Csehországban, a Dél-plzeňi járásban. Líšina Přestavlky, Holýšov, Stod és Zemětice településekkel határos. Lakosainak száma 150 fő (2024. január 1.).

## Népesség
A település lakosságának változását az alábbi diagram mutatja:
| Lakosok száma | 331  | 356  | 359  | 224  | 206  | 159  | 160  | 167  | 154  | 150  |
|               | 1869 | 1900 | 1921 | 1961 | 1980 | 2011 | 2016 | 2019 | 2021 | 2024 |